# Egidius van Bredene
Egidius van Bredene of van Brene (ca. 1200 - 5 december 1270) was een belangrijk jurist, grafelijk ambtenaar en kloosterstichter.
Aan Egidius werden twee afstammingen toegeschreven. De eerste, die door Meyerus werd gepropageerd, maakte van hem een edelman, zoon van Ridder Hendrik van Bredene, kastelein van Binche. Egied I. Strubbe verzekerde echter dat hij een boerenzoon uit Bredene was, die had kunnen studeren aan de abdijschool in Oudenburg. 
Hij werd priester en proost-kanunnik eerst van het kapittel van Dowaai (volgens sommigen van Harelbeke). Ook nog volgens Strubbe zal hij de priesterwijding niet ontvangen hebben.
In 1228 kocht hij grond in Sijsele en stichtte er een klooster onder de naam 'Nieuw Jeruzalem', naar waar hij het vrouwenklooster Spermalie uit Honkevliete (Slijpe) bracht dat tot dan gevestigd was in een als onherbergzaam beoordeeld gebied aan de kust. De bouwwerken voor het klooster waren in 1441 voleindigd en de zusters van Spermalie namen er hun intrek. Egidius bouwde ernaast een huis voor zichzelf waar hij een groot gedeelte van het jaar verbleef en waar hij ook zou sterven. 
In dienst getreden bij gravin Margaretha van Constantinopel, werd hij met zendingen belast. Zo moest hij in 1253 een bespreking gaan voeren met de paus. Hij mislukte in zijn opdracht en dat zou hem min of meer in ongenade hebben doen vallen, waarna hij zich in Sijsele terugtrok. 
Egidius wordt soms aangeduid als proost van Sint-Donaas, maar volgens professor Egide Strubbe was hij alleen maar kanunnik in het Sint-Donaaskapittel.   